# Atria (entreprise)
Pour les articles homonymes, voir Atria.
Atria  est une entreprise du secteur agroalimentaire basée à Seinäjoki en Finlande.

## Présentation
Le groupe Atria est divisé en quatre secteurs géographiques: Atria Finlande, Atria Scandinavie, Atria Russie et Atria Pays Baltes.
Les groupes de clients d'Atria comprennent les épiceries, les clients des services alimentaires et l'industrie.

## Produits d'Atria

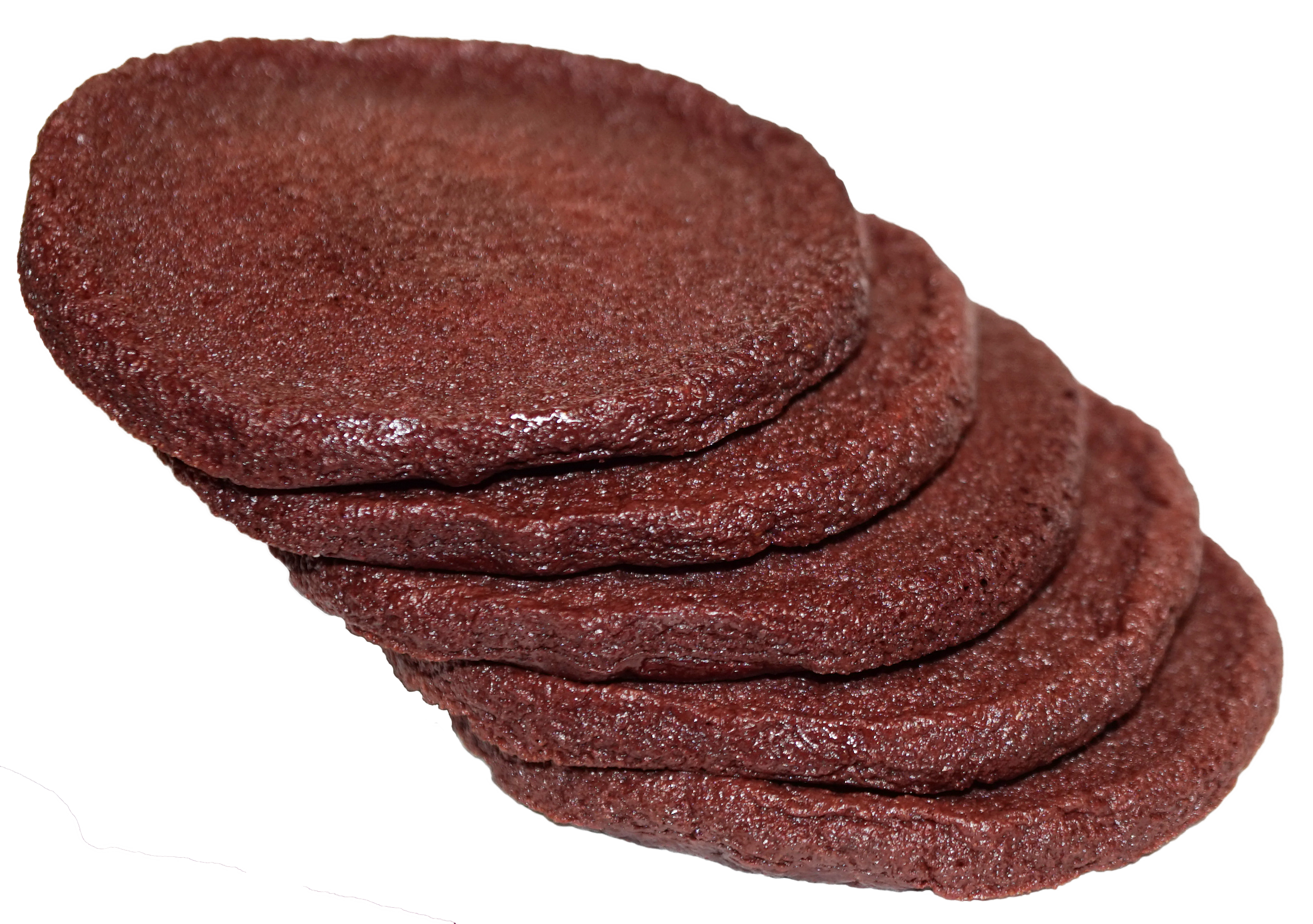
Crêpes au sang (fi).
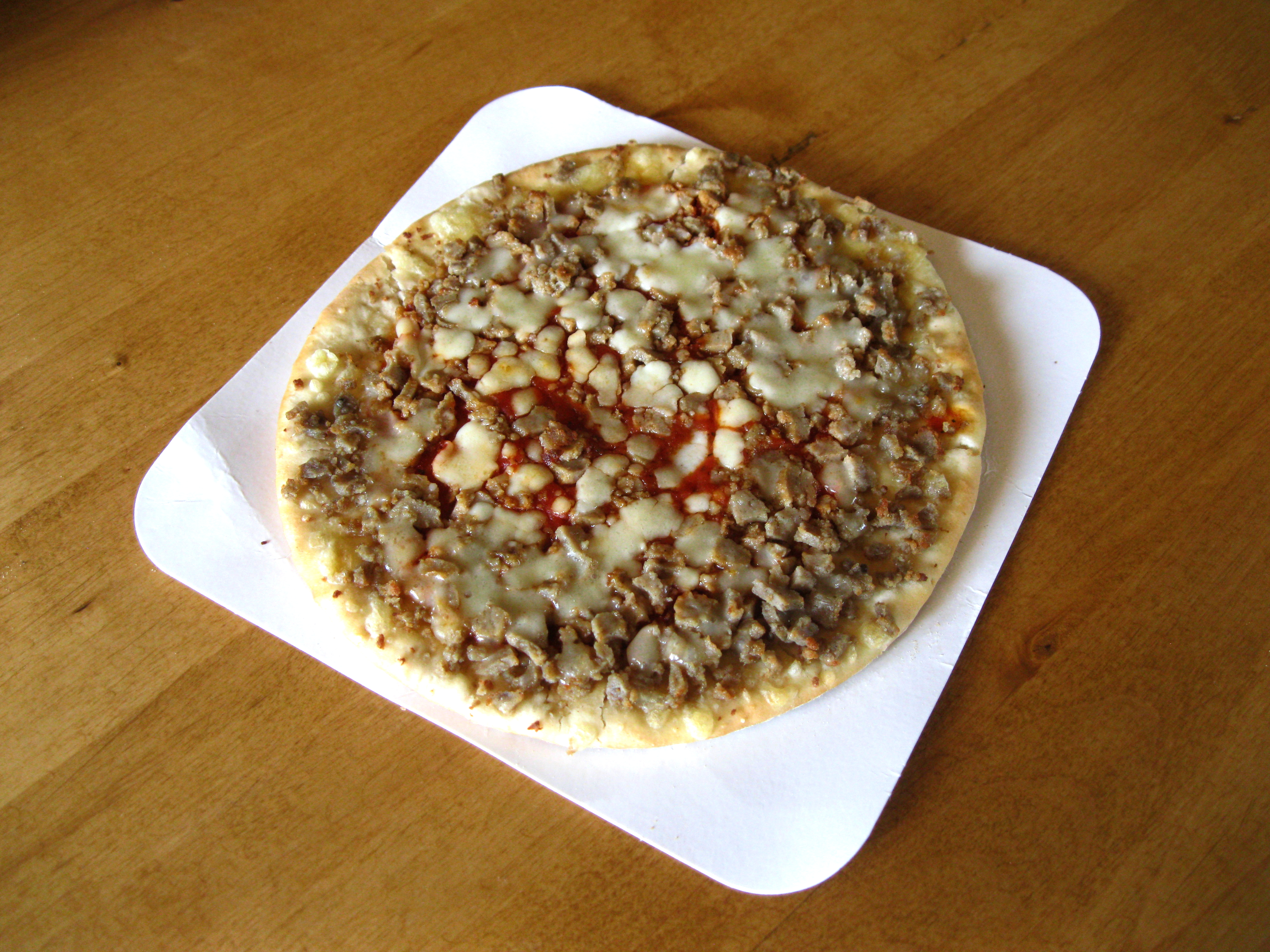
Pizza.

## Actionnaires
Au 29 février 2020, les 10 plus grands actionnaires d'Atria étaient:
| #  | Actionnaire                | Actions    | %     |
| -- | -------------------------- | ---------- | ----- |
| 1  | Itikka (fi)                | 8 451 933  | 29,90 |
| 2  | Lihakunta                  | 7 868 273  | 27,83 |
| 3  | Mandatum Life              | 793 498    | 2,81  |
| 4  | Osuuskunta Pohjanmaan Liha | 749 538    | 2,65  |
| 5  | Varma                      | 524 640    | 1,86  |
| 6  | Oy Etra Invest Ab          | 200 000    | 0,71  |
| 7  | Elo                        | 126 289    | 0,45  |
| 8  | Sofia Margareta von Julin  | 112 000    | 0,40  |
| 9  | Atria Oyj                  | 108 740    | 0,38  |
| 10 | Taaleritehdas              | 105 000    | 0,37  |
|    | total                      | 19 039 911 | 67,36 |